# Тонино-Анивски полуостров
Тонино-Анѝвският полуостров (на руски: Тонино-Анѝвский полуостров) е полуостров в югоизточната част на остров Сахалин, влизащ административно в състава на Сахалинска област на Русия. Вдава се на 90 km навътре във водите на Охотско море между носовете Свободни (Тонин) на север и Анива на юг. Ширина от 3 km на юг до 19 km в средната част. На северозапад чрез провлака Муравьов се свързва с останалата част на остров Сахалин. По цялото му протежение се простира Тонино-Анивския нископланински хребет с височина до 670 m (връх Крузенщерн). Северозападната му част, заедно с провлака Муравьов е ниска и е заета от три езера-лагуни Тунайча, Голямо Вавайско и Бусе. Покрит е с ниска смърчово-елова тайга от охотски тип и обширни пасища.